# Pfarrkirche Weng im Innkreis

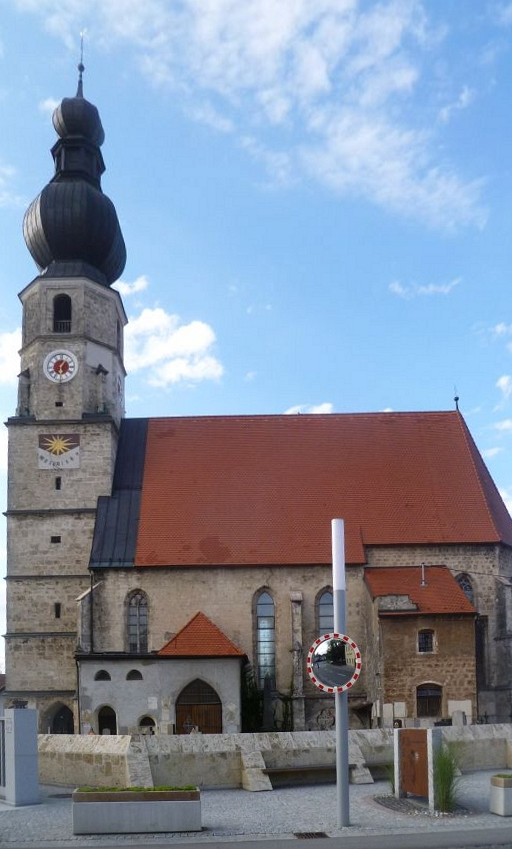
Kath. Pfarrkirche hl. Martin in Weng im Innkreis

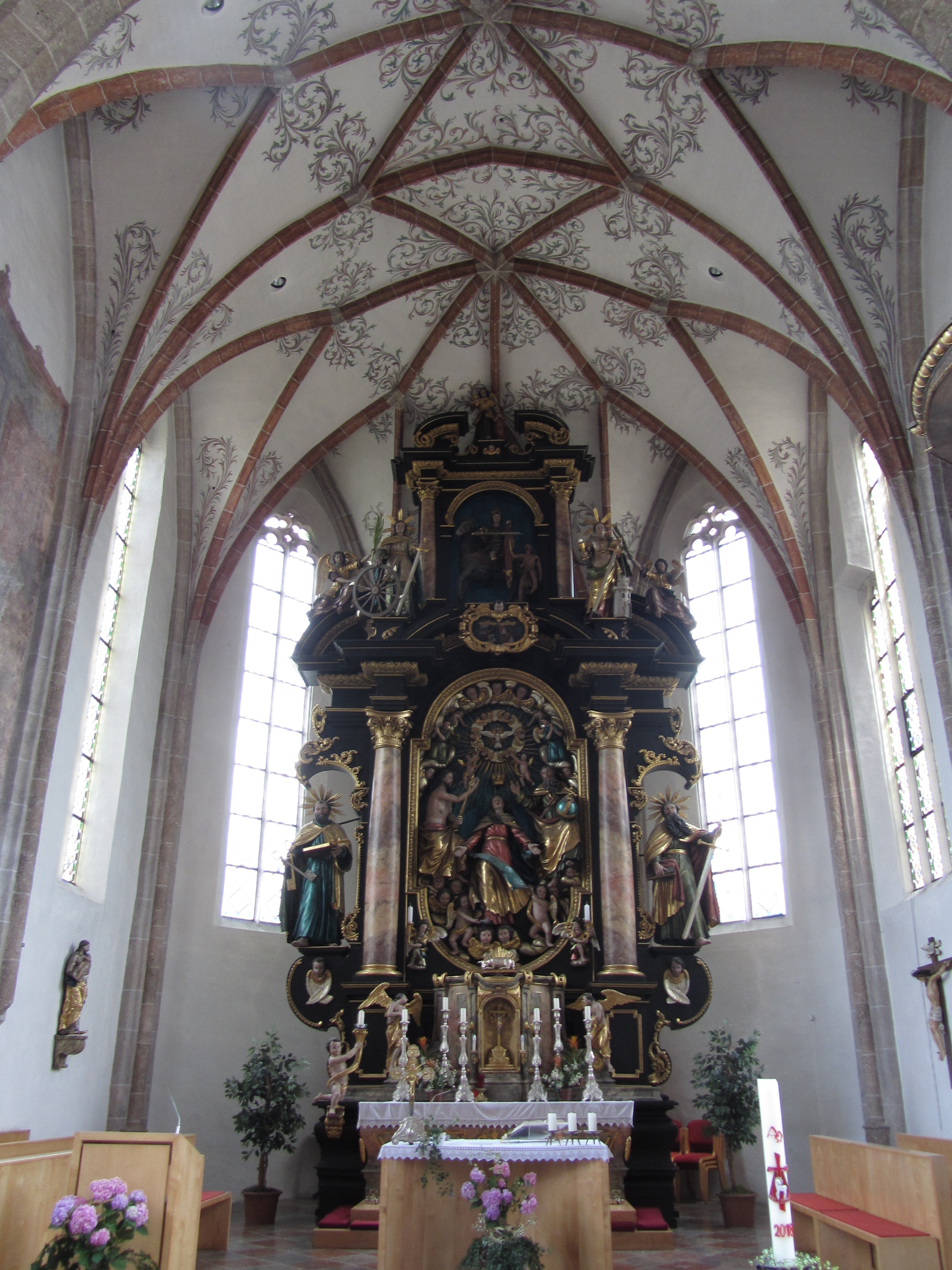
Presbyterium mit Hochaltar

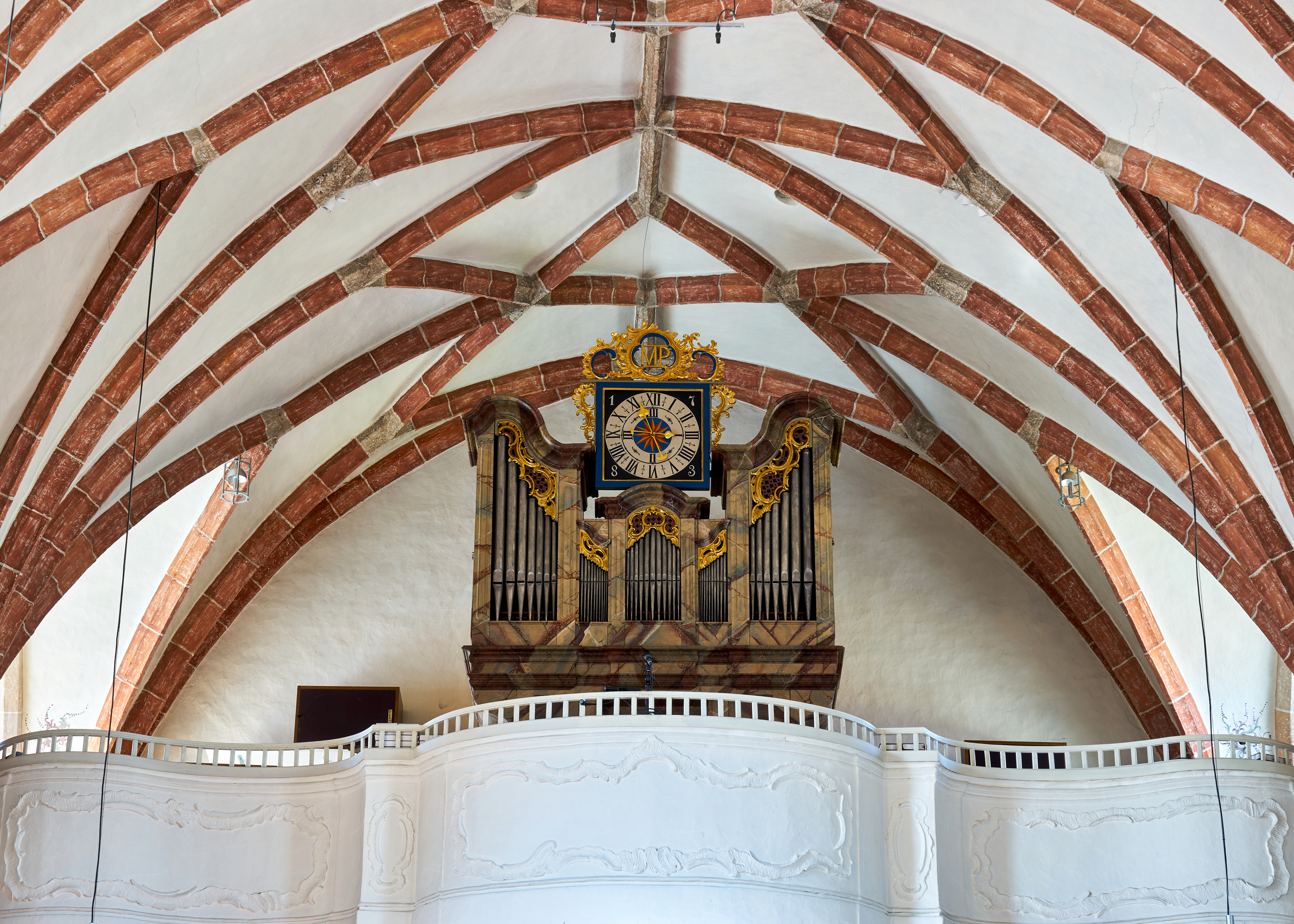
Blick zur Orgel

Die römisch-katholische Pfarrkirche Weng im Innkreis steht im Ort Weng in der Gemeinde Weng im Innkreis im Bezirk Braunau am Inn in Oberösterreich. Die auf den heiligen Martin geweihte Kirche gehört zum Dekanat Altheim-Aspach in der Diözese Linz. Die Kirche und der Friedhof stehen unter Denkmalschutz.

## Geschichte
Eine Kirche wurde 1070 urkundlich genannt. Der spätgotische Tuffquaderbau entstand um 1490. Die barocke Turmerhöhung mit Glockenstube und Doppelzwiebelhelm erfolgte 1733 durch den Maurermeister Johann Michael Vierthaler.

## Architektur
An das einschiffige vierjochige netzrippengewölbte Langhaus schließt ein leicht eingezogener einjochiger netzrippengewölbter Chor mit einem Fünfachtelschluss an. Eine zweigeschoßige Empore nimmt das westliche Joch ein, die untere Empore ist gotisch dreiachsig und netzrippenunterwölbt, die obere Empore ist barock. Der Westturm ist gotisch, die Turmhalle ist netzrippengewölbt. Der Turm trägt eine achtseitige Glockenstube und einen Doppelzwiebelhelm. Das West- und Südportal ist gotisch. Das Südportal hat eine sternrippengewölbte Vorhalle. Das spätgotische Sakristeiportal hat eine Tür mit einem gotischen Lilienbeschlag von 1490. Im Chor befindet sich ein spätgotisches Fresko Mariä Verkündigung aus dem Ende des 15. Jahrhunderts, 1935 restauriert. Im Langhaus sind Freskenreste aus dem 16. und 17. Jahrhundert erhalten.

## Ausstattung
Der Raum wird von einer heterogenen barocken, klassizistischen und historistischen Ausstattung des 17. bis 19. Jahrhunderts geprägt.
Der mächtige, barocke Hochaltar entstand 1668. Die Seitenaltäre sind neugotisch. Die Kanzel und der Tabernakel sind klassizistisch aus dem Ende des 18. Jahrhunderts. Es gibt eine Glocke, die um 1460 datiert ist, weiterhin vier Glocken der Firma Pfundner aus Wien von 1950 und eine Glocke von 1794, die von Carl Anton Gugg aus Braunau geschaffen wurde. Ein Taufbecken aus Rotmarmor mit runder Schale und eckigem Balusterfuß entstand 1784.
Die Orgel ist ursprünglich ein Werk von Anton Bayr (München) aus dem Jahr 1774 mit zwölf Registern auf einem Manual; der Spieltisch stammt aus dem 19. Jahrhundert, das Werk hat jetzt zehn Register auf einem Manual. Sie wurde mehrfach instand gesetzt, das Gehäuse wurde um 1783 mit einer Uhr aus anderem Zusammenhang versehen.